# Jardín Botánico Gole del Sagittario

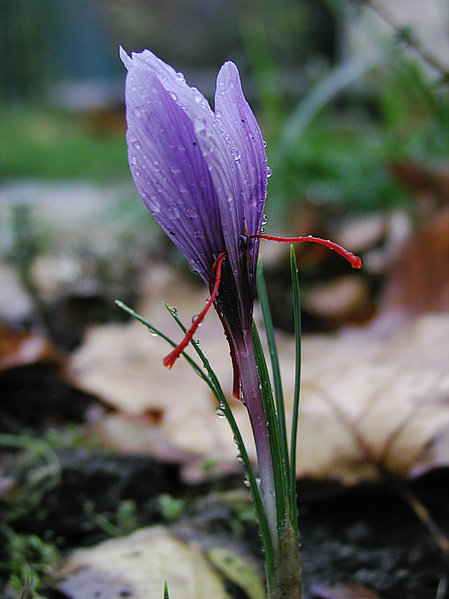
La floración del Crocus sativus.

El Jardín Botánico Gole del Sagittario (en italiano: Giardino Botanico Gole del Sagittario) es un jardín botánico de 6,000 m² de extensión, en Anversa degli Abruzzi, Italia. Su código de reconocimiento internacional como institución botánica, así como las siglas de su herbario es ABZ.

## Localización
Giardino Botanico Gole del Sagittario Anversa degli Abruzzi, Provincia de L'Aquila, Abruzo, Italia.41°59′41.2794″N 13°48′17.28″E / 41.994799833, 13.8048000
Está abierto todos los días en los meses cálidos del año. Se cobra una tarifa de entrada.

## Historia
El jardín botánico fue creado en 1999, y está administrado por la  municipalidad de Anversa degli Abruzzi en colaboración con la fundación World Wide Fund for Nature.

## Colecciones
Alberga unas 350 especies de plantas nativas de la zona, de las cuales aproximadamente el 25% están amenazadas.